# Myomimus
A Myomimus az emlősök (Mammalia) osztályának a rágcsálók (Rodentia) rendjébe, ezen belül a pelefélék (Gliridae) családjába tartozó nem.

## Rendszerezés
A nembe az alábbi 3 faj tartozik:
- álarcos egérpele (Myomimus personatus) Ognev, 1924 - típusfaj
- bolgár egérpele (Myomimus roachi) Bate, 1937
- iráni egérpele (Myomimus setzeri) Rossolimo, 1976